# 石头科技
北京石头世纪科技股份有限公司（上交所：688169，简称：石头科技），是一家位于中华人民共和国北京市的公司。

## 历史
成立于2014年7月4日，主要经营智能清洁机器人、手持吸尘器等产品的设计、研发、生产、销售等业务。该公司前期的主要产品为“石头”牌和“小瓦”牌智能扫地机器人，及为小米集团代工制造的“米家”牌智能扫地机器人、“米家”牌手持无线吸尘器等，主打通过传感器计算出户内地图，实现扫地机器人的高效清扫。
该公司属于小米集团的“生态链”成员企业，现时约40%的收入依赖于为小米代工，但最高峰时曾达到100%。小米关联实体持有该公司8.56%权益，小米创始人雷军的顺为资本则持有9.18%权益。此外，石头公司负责定制产品整体开发、生产、供货，并按照小米订单约定交货。石头科技所拥有的专利中，有64项与小米共有。